# فرودگاه زاریا
فرودگاه زاریا  (به انگلیسی: Zaria Airport) یک فرودگاه همگانی با کد یاتا ZAR است که یک باند فرود آسفالت دارد و طول باند آن ۱۶۶۵ متر است. این فرودگاه در کشور نیجریه قرار دارد و در ارتفاع ۶۶۱ متری از سطح دریا واقع شده است.